# Paolo Borchia
Paolo Borchia, né le 27 mai 1980 à Negrar di Valpolicella, est un homme politique italien, membre de la Ligue du Nord.
En 2019, il est élu député européen et réélu 2024.